# Ophiomusium lunare
Ophiomusium lunare är en ormstjärneart som beskrevs av George Richard Lyman 1878. Ophiomusium lunare ingår i släktet Ophiomusium och familjen Ophiolepididae. Inga underarter finns listade i Catalogue of Life.